# Myon
Myon – miejscowość i gmina we Francji, w regionie Burgundia-Franche-Comté, w departamencie Doubs.
Według danych na rok 1990 gminę zamieszkiwały 183 osoby, a gęstość zaludnienia wynosiła 11 osób/km² (wśród 1786 gmin Franche-Comté Myon plasuje się na 561. miejscu pod względem liczby ludności, natomiast pod względem powierzchni na miejscu 161.).